# Eustala anastera
Espèce
Synonymes
- Epeira anastera Walckenaer, 1841
- Epeira eustala Walckenaer, 1841
- Epeira apotroga Walckenaer, 1841
- Epeira spatulata Walckenaer, 1841
- Epeira illustrata Walckenaer, 1841
- Epeira decolorata Walckenaer, 1841
- Epeira vivida Walckenaer, 1841
- Epeira triflex Walckenaer, 1841
- Epeira trinotata Walckenaer, 1841
- Epeira subfusca Walckenaer, 1841
- Epeira prompta Hentz, 1847
- Epeira hebes Hentz, 1847
- Epeira bombycinaria Hentz, 1847

Eustala anastera est une espèce d'araignées aranéomorphes de la famille des Araneidae.

## Distribution
Cette espèce se rencontre en Amérique du Nord et centrale.

## Description
Les mâles mesurent de 3,9 à 9,5 mm et les femelles de 5,4 à 10,0 mm.

## Publication originale
- Walckenaer, 1841 : Histoire naturelle des insectes. Aptères. Paris, vol. 2, p. 1-549 (texte intégral).